# Unidad Cántabra
Unidad Cántabra (UCn) es un partido político cantabrista con sede en Torrelavega. Defienden públicamente el lábaro cántabro como bandera de Cantabria y la defensa de las peculiaridades lingüísticas del territorio. El partido no tiene una posición ideológica definida. Unidad Cántabra fue fundado a principios del año 2000 por militantes discrepantes procedentes del Partido Regionalista de Cantabria y de la extinta Unión para el Progreso de Cantabria de Juan Hormaechea, encontrándose limitado al ámbito de la comunidad autónoma de Cantabria. Se halla inscrito en el Ministerio del Interior desde el 5 de julio de 2002.
Participó en las elecciones autonómicas y municipales cántabras del año 2003 donde se acercaron a los siete mil votos para el Parlamento de Cantabria y obtuvo diversas concejalías y pedanías, donde cabe destacar la alcaldía de Hazas de Cesto e importantes concejalías en los municipios de Reinosa y Cartes, que fueron llaves de futuros gobiernos en dichas localidades. Cabe destacar que su candidatura en Torrelavega se quedó únicamente a cien votos de lograr representación en su consistorio. Con posterioridad hubo un importante cisma interno (tras unos resultados electorados por debajo de lo esperado) y su ejecutiva se disolvió, abandonando el partido sus principales cargos. En las elecciones municipales del año 2007 obtuvo de nuevo la concejalía de Reinosa.
Antes de las autonómicas y municipales de 2011, su portavoz, Emilio Zubizarreta, anunció que dejaba la política y por lo tanto la formación política no concurrió a las elecciones de ese año.